# ジュアンヌ・ダルシー
ジュアンヌ・ダルシー（フランス語: Jehanne d'Alcy, 本名: Charlotte Lucie Marie Adèle Stephanie Adrienne Faës, 1865年3月20日 - 1956年10月14日）は、フランスの女優である。夫はフランス映画のパイオニアであるジョルジュ・メリエスである。
セーヌ＝サン＝ドニ県ボージュールで生まれ、イヴリーヌ県ヴェルサイユで亡くなった。91歳没。
マーティン・スコセッシ監督による2011年の映画『ヒューゴの不思議な発明』ではヘレン・マックロリーがダルシーを演じた。

## フィルモグラフィ
- Le Manoir du diable (1896)
- Escamotage d'une dame au théâtre Robert Houdin (1896)
- Faust et Marguerite (1897)
- Après le bal (1897)
- Pygmalion et Galathée (1898)
- La Colonne de feu (1899)
- Cendrillon (1899)
- Cléopâtre (1899)
- Jeanne d'Arc (1900)
- Nouvelles luttes extravagantes (1900)
- Barbe-bleue (1901)
- 月世界旅行 Le Voyage dans la lune (1902)
- L'Enchanteur Alcofrisbas (1903)
- Le Grand Méliès (1952)